# Доктор Дулитъл 2
„Доктор Дулитъл 2“ (на английски: Dr. Dolittle 2) е американска комедия от 2001 г. и продължение на филма от 1998 г. „Доктор Дулитъл“. Както и в първия филм в главната роля е Еди Мърфи. През 2006 г. във VHS формат на пазара е пуснат „Доктор Дулитъл 3“, където за разлика от първите два филма Еди Мърфи не участва.

## Сюжет
Доктор Дулитъл (Еди Мърфи) се нагърбва с нова задача – да чифтоса мъжка циркова мечка и женска горска мечка, и двете от застрашен от изчезване вид. Ако не се справи, гората ще бъде изсечена и животните ще загубят дома си.

## „Доктор Дулитъл 2“ В България
Филмът има синхронен дублаж на български от видеоразпространителя „Александра Видео“ (по-късно „Мейстар“) през 2002 г. Екипът се състои от:
| Превод              | Полина Докова                                                                   |
| Режисьор на дублажа | Василка Сугарева                                                                |
| Тонрежисьори        | Стамен Янев Евгени Парцалев                                                     |
| Озвучаващи артисти  | Светлана Смолева Поля Цветкова Георги Тодоров Кирил Бояджиев Александър Воронов |

Филмът е излъчен с втори войсоувър дублаж на bTV. Ролите озвучават артистите Христина Ибришимова, Василка Сугарева, Веселин Ранков, Николай Николов, Цанко Тасев и Кирил Бояджиев.